# Amsterdam (2022)
Amsterdam  is een Amerikaanse komische dramafilm uit 2022, geschreven en geregisseerd door David O. Russell. De film is gebaseerd op de Business Plot, een politieke samenzwering in 1933 in de Verenigde Staten.

## Verhaal
Het verhaal speelt zich af in de jaren dertig. Drie vrienden, een arts, een verpleegster en een advocaat, worden de hoofdverdachten in een moordonderzoek.

## Rolverdeling
| Acteur                | Personage             |
| --------------------- | --------------------- |
| Christian Bale        | Burt Berendsen        |
| Margot Robbie         | Valerie Voze          |
| John David Washington | Harold Woodsman       |
| Chris Rock            | Milton King           |
| Anya Taylor-Joy       | Libby Voze            |
| Zoe Saldaña           | Irma St. Clair        |
| Mike Myers            | Paul Canterbury       |
| Michael Shannon       | Henry Norcross        |
| Timothy Olyphant      | Tarim Milfax          |
| Andrea Riseborough    | Beatrice Vandenheuvel |
| Taylor Swift          | Elizabeth Meekins     |
| Matthias Schoenaerts  | Det. Lem Getwiller    |
| Alessandro Nivola     | Det. Hiltz            |
| Rami Malek            | Tom Voze              |
| Robert De Niro        | Gil Dillenbeck        |
| Ed Begley jr.         | Bill Meekins          |
| Leland Orser          | Mr. Nevins            |
| Tom Irwin             | Mr. Belport           |
| Beth Grant            | Mrs. Dillenbeck       |
| Colleen Camp          | Eva Ott               |
| Casey Biggs           | Augustus Vandenheuvel |
| Dey Young             | Alvelia Vandenheuvel  |

## Release
De film ging in première op 18 september 2022 in de Alice Tully Hall in New York en werd op 7 oktober 2022 in de Verenigde Staten uitgebracht door 20th Century Studios.

## Ontvangst
Op Rotten Tomatoes heeft Amsterdam een waarde van 33% en een gemiddelde score van 5,1/10, gebaseerd op 222 recensies. Op Metacritic heeft de film een gemiddelde score van 48/100, gebaseerd op 51 recensies.